# Bonaspeia theroni
Bonaspeia theroni är en insektsart som beskrevs av Davies 1987. Bonaspeia theroni ingår i släktet Bonaspeia och familjen dvärgstritar. Inga underarter finns listade i Catalogue of Life.